# Galium centroniae
Galium centroniae är en måreväxtart som beskrevs av Antoine Cariot. Galium centroniae ingår i släktet måror, och familjen måreväxter. Inga underarter finns listade i Catalogue of Life.